# Hypodoxa
Hypodoxa är ett släkte av fjärilar. Hypodoxa ingår i familjen mätare.

## Bildgalleri

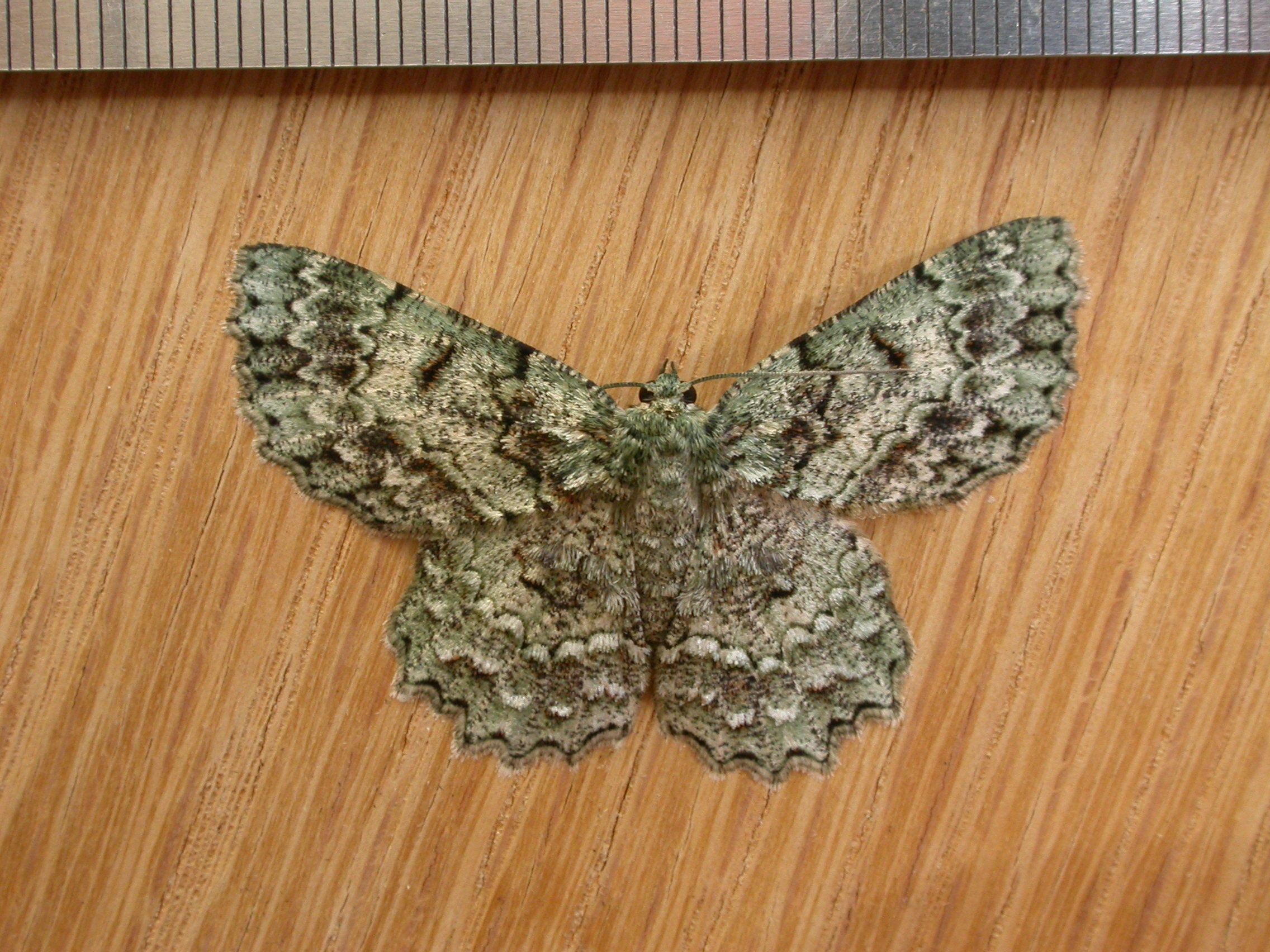
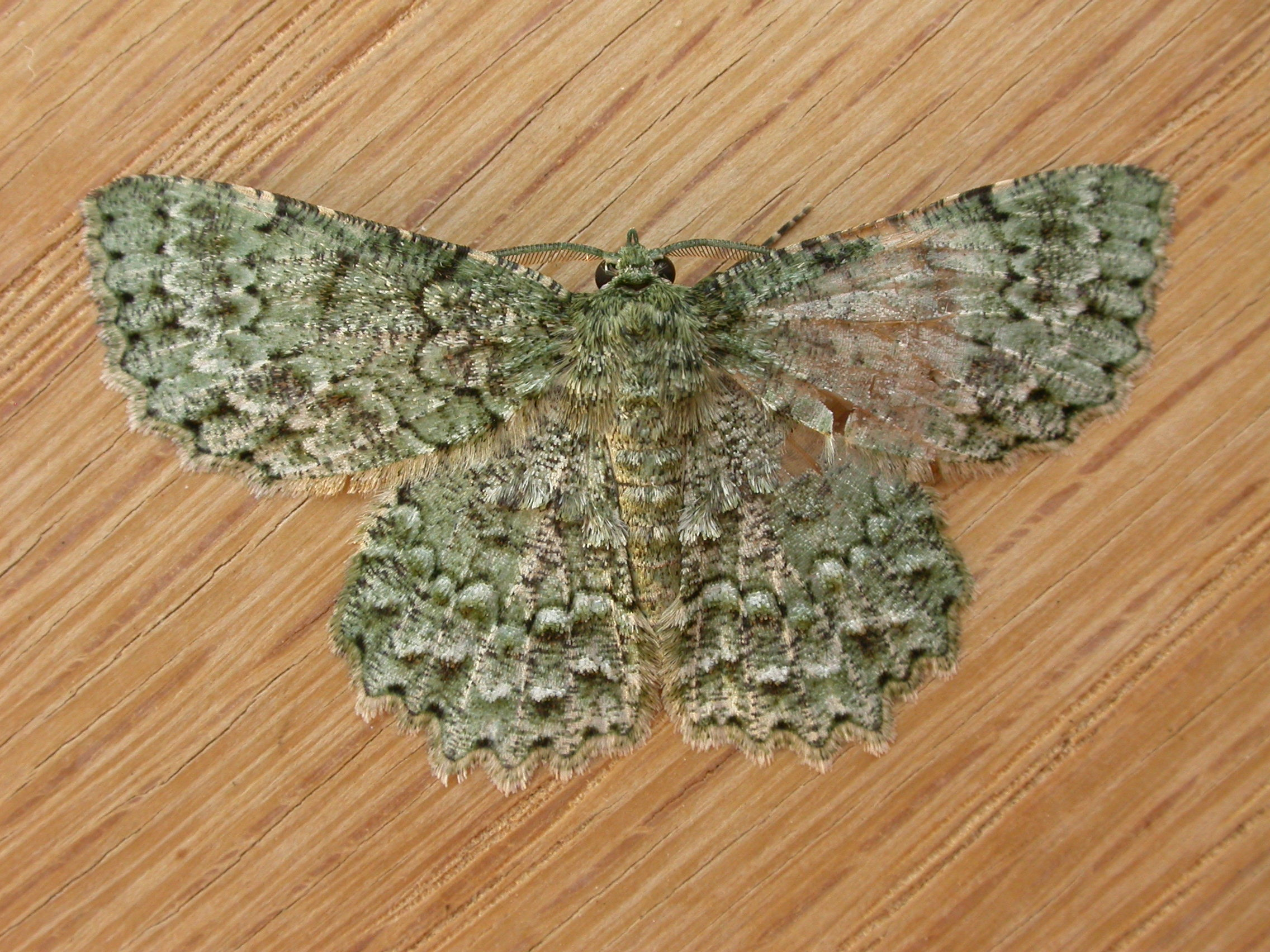
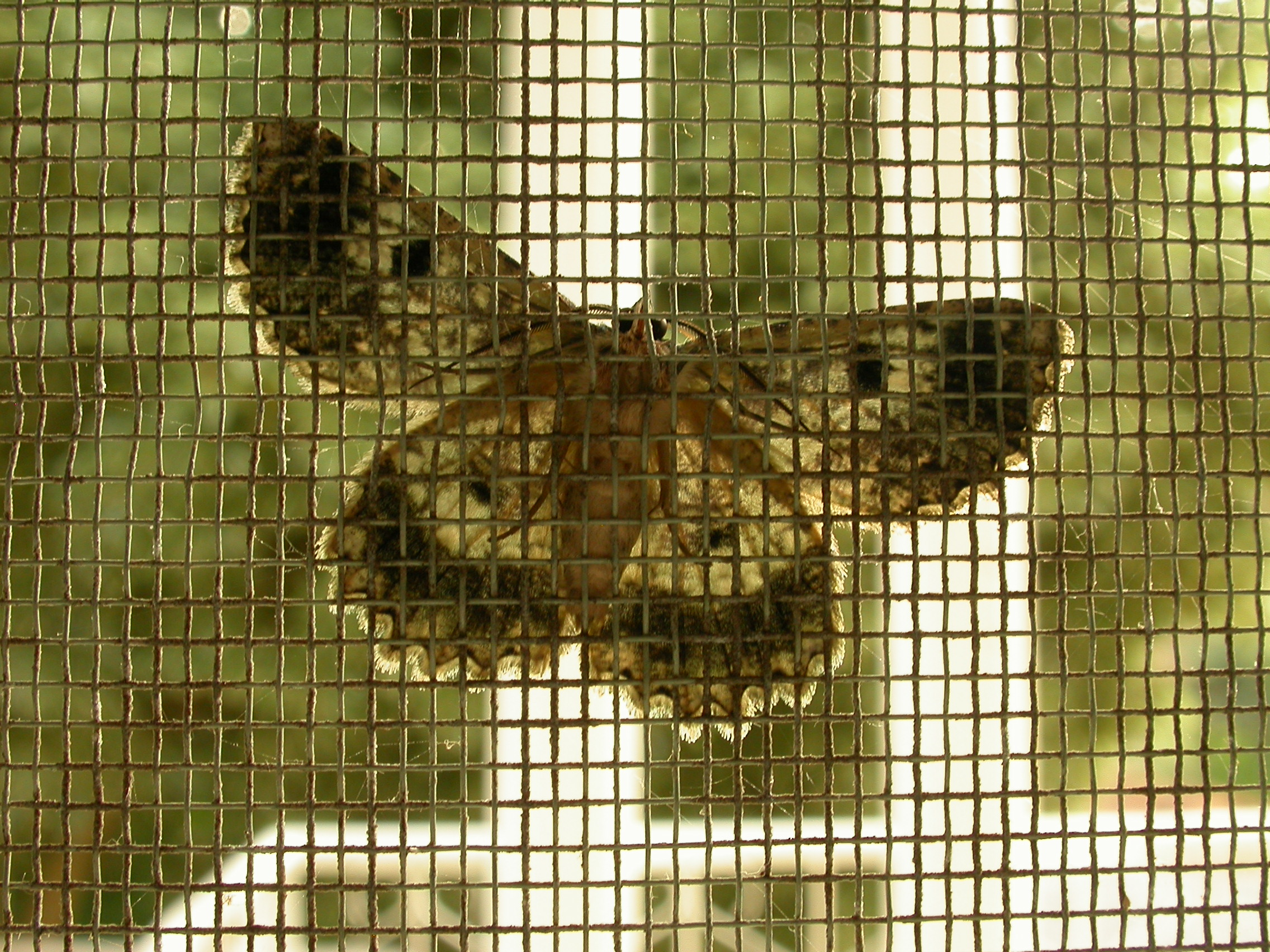
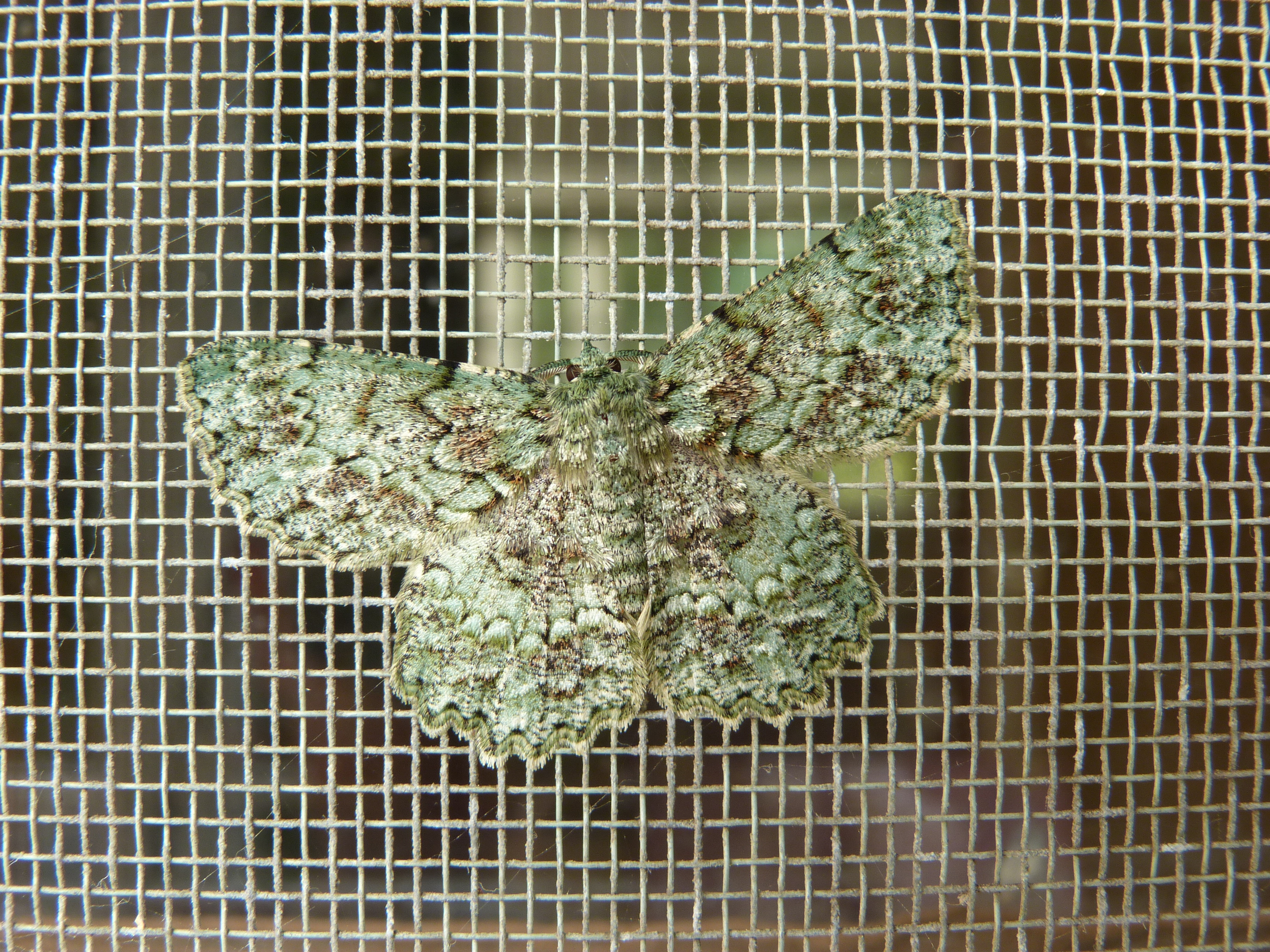
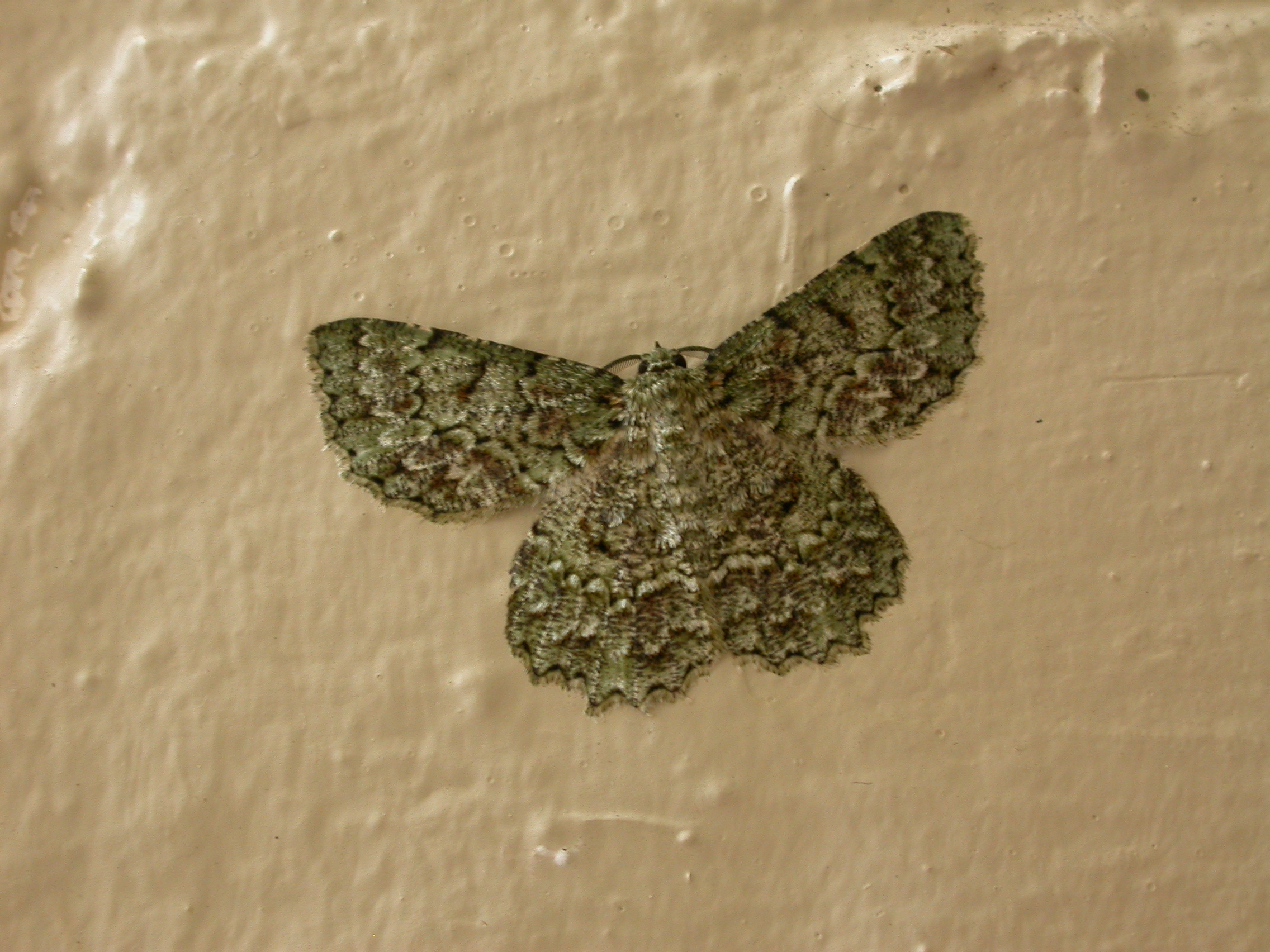
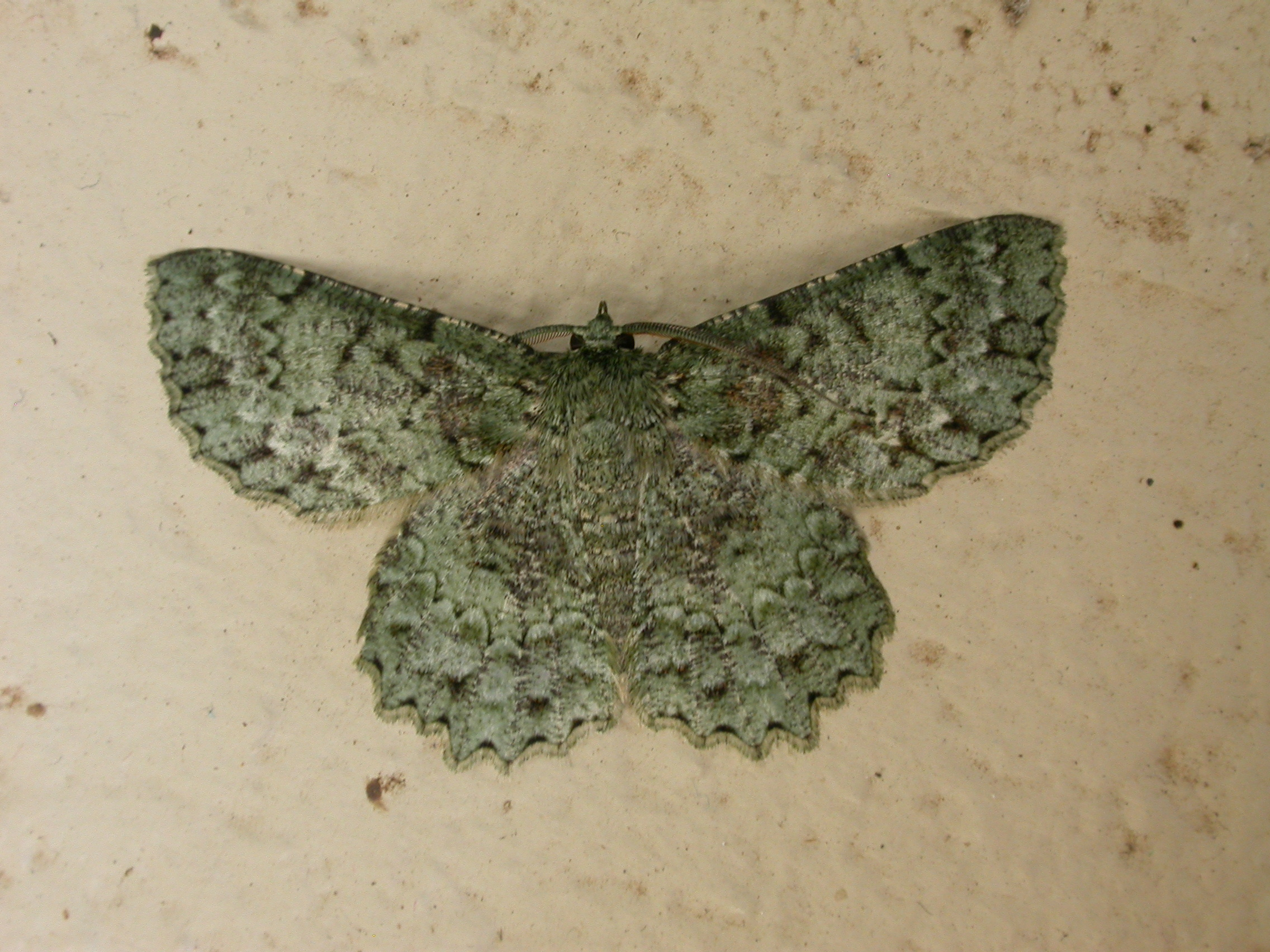

## Dottertaxa tillHypodoxa, i alfabetisk ordning[1]
- Hypodoxa aignanensis
- Hypodoxa assidens
- Hypodoxa aurantiacea
- Hypodoxa basinigra
- Hypodoxa bryophylla
- Hypodoxa calliglauca
- Hypodoxa cetraria
- Hypodoxa circumsepta
- Hypodoxa conspurcata
- Hypodoxa corrosa
- Hypodoxa deteriorata
- Hypodoxa emiliaria
- Hypodoxa erebata
- Hypodoxa erebusata
- Hypodoxa fulgurea
- Hypodoxa horridata
- Hypodoxa incarnata
- Hypodoxa interrupta
- Hypodoxa involuta
- Hypodoxa leprosa
- Hypodoxa lichenosa
- Hypodoxa multicolor
- Hypodoxa multidentata
- Hypodoxa muscosaria
- Hypodoxa myriosticta
- Hypodoxa nigraria
- Hypodoxa pallida
- Hypodoxa paroptila
- Hypodoxa perplexa
- Hypodoxa purpurifera
- Hypodoxa purpurissata
- Hypodoxa regina
- Hypodoxa rufomixta
- Hypodoxa ruptilinea
- Hypodoxa squamata
- Hypodoxa subleprosa
- Hypodoxa subornata
- Hypodoxa tulagi
- Hypodoxa viridicoma